# Teie
Teie est une zone densément peuplée située sur Nøtterøy dans le comté de Vestfold, en partie dans la municipalité de Færder et en partie dans la municipalité de Tønsberg. Teie est situé dans la partie nord de l’île, à proximité du pont-canal de 1957 qui relie Nøtterøy au centre de Tønsberg. Selon Statistics Norway, les bâtiments de Teie font partie du village de Tønsberg, comme le reste du nord de Nøtterøy, y compris Borgheim.
Teie est le centre du grand plan d’urbanisme « Nøtterø Haveby » de 1919 et 1921. Le plan a été inspiré par le mouvement des cités-jardins d’Angleterre et d’Allemagne, dont Ullevål Haveby à Oslo fait également partie. Le plan a été préparé par l’ingénieur municipal Arthur Røed. Le 21 avril 1921, le conseil municipal de Nøtterøy adopta un plan de zonage avec son propre règlement de construction qui servit de ligne directrice pour le développement de Teie jusqu’après la Seconde Guerre mondiale.

## Géographie
Teie est subdivisé en Rosanes, Teiehøyden et Høneberget. Rosanes est la zone située entre Teie Torv et la mer, Teiehøyden est la zone au-dessus de Teie Torv et Høneberget est la zone la plus proche de Teieskogen.
Teie constitue à la fois un sous-domaine statistique et une circonscription de base. La sous-zone comprend les circonscriptions de Munkerekken Nord, Teie, Fjellveien et Munkerekken Sud, et compte un total de 3 849 habitants (en 2010). Le district de base de Teie compte 1 897 habitants (en 2010).
À partir de l’E-18, la route régionale 308 (no) passe au-dessus du pont-canal, traverse Teie et continue jusqu’à Tjøme. À l’embranchement de Teie, la route se divise en deux et la route de comté 309 continue le long de l’est de Nøtterøy jusqu’à Årøysund.
La zone autour de Teie torv est un centre commercial avec un magasin d’alcool et un centre commercial (Bellevuesenteret), ainsi que d’autres magasins. Le siège social de Nøtterø Sparebank se trouve à Torvet, et DnB NOR dispose d’une succursale. La place elle-même est actuellement utilisée pour le stationnement. Teie torv a été construit dans les années 1920 et est devenu le centre commercial de Nøtterøy, tandis que l’administration municipale est située à Borgheim.
L’église de Teie près de la place a été inaugurée en 1977. Juste à côté de l’église se dresse un buste du Premier ministre Trygve Bratteli, réalisé par Nils Aas. Il a été dévoilé en 1989 par Gro Harlem Brundtland. À Teie, il y a aussi un buste d’Even Tollefsen, né à Nøtterøy, l’inventeur du pétrolier. Gimle, un domaine majestueux situé sur la Teie, appartient à des membres de l’Ordre des Druides et est utilisé, entre autres, comme salle de banquet.
À Teie se trouve l’école primaire Teie et l’école secondaire inférieure Teigar. Cette dernière est située au parc sportif de Teie, où se trouve le club-house de Teie IF. Teie IF est l’une des trois associations sportives de Nøtterøy et possède ses propres groupes de football, de handball et d’athlétisme, entre autres. L’école Teie et l’école Grindløkken seront désormais fusionnées et seront situées dans l’ancienne école secondaire inférieure de Teigar. L’école secondaire inférieure de Teigar est construite à proximité du club-house.
Une partie de l’école secondaire supérieure de Færder a des locaux à proximité de la ferme Teie.
Le centre culturel côtier de Tønsberg dispose de l’ancienne base sous-marine et d’un loft de gréeur qui a été déplacé de l’atelier mécanique de Kaldnes.

## Histoire
La ferme Teie est à l’origine du nom du lieu. Teie était une grande ferme au Moyen Âge, et l’évêque d'Oslo y avait sa résidence d’été. Le bâtiment principal d’aujourd’hui date de 1803 et a été construit par Mathias Foyn. La municipalité de Tønsberg est propriétaire de la ferme Teie depuis le début des années 1900, et la ferme est utilisée à des fins scolaires.
Une partie de Nøtterøy a été transférée à la municipalité de Tønsberg en 1877. Cela s’appliquait à la partie de Nøtterøy située près de Byfjorden et Kanalen, ainsi qu’à la cour de l’ancienne ferme Teie.
Teie était la base sous-marine de la marine norvégienne au début des années 1900. Le sous-marin KNM A-2 a été abandonné ici comme épave le 12 avril 1940.
Le journal Øyene est publié à Teie depuis 1999